# Pelleas und Melisande (Schönberg)

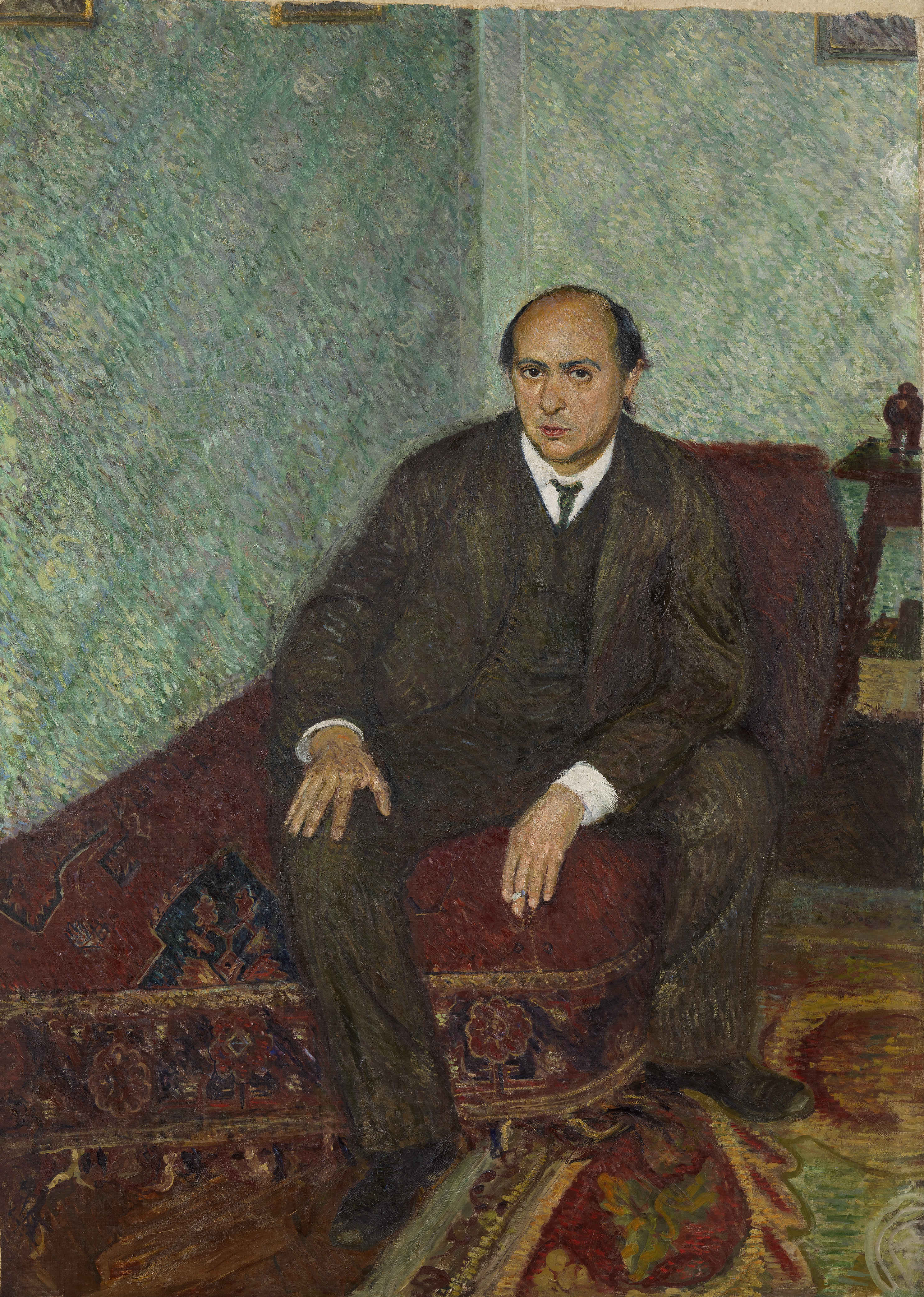
Arnold Schönberg, Gemälde von Richard Gerstl, 1906

Die sinfonische Dichtung Pelleas und Melisande ist das op. 5 des österreichischen Komponisten Arnold Schönberg (1874–1951). Literarische Vorlage bildet das Schauspiel Pelléas et Mélisande des belgischen Dichters Maurice Maeterlinck. Die Komposition entstand 1902/03, die Uraufführung 1905 in Wien war ein Misserfolg.

## Entstehung
Arnold Schönberg hielt sich seit Ende 1901 in Berlin auf, wo er zunächst bis Juli 1902 als Kapellmeister an Ernst von Wolzogens Überbrettl wirkte, später auf Initiative von Richard Strauss einen Lehrauftrag am Stern’schen Konservatorium erhielt. Strauss war es auch, der Schönberg auf das Drama Pelléas et Mélisande von Maurice Maeterlinck aufmerksam machte. 1902 wurde zudem in Paris Claude Debussys Oper Pelléas et Mélisande uraufgeführt, deren Existenz Schönberg zu diesem Zeitpunkt aber offenbar nicht bekannt war. Schönberg plante zunächst ebenfalls eine Oper, verarbeitete das Sujet aber dann in Form einer Sinfonischen Dichtung, die im April 1902 begonnen, Ende Februar 1903 abgeschlossen wurde und sein op. 5 werden sollte. Im Sommer 1903 kehrte Schönberg mit seiner Frau und seiner gut einjährigen Tochter nach Wien zurück.
Schönberg befasste sich ab Ende der 1890er-Jahre intensiv mit Möglichkeiten programmmusikalischer Gestaltung. 1899 war sein Streichsextett Verklärte Nacht op. 4 entstanden, ein Jahr zuvor die Fragment gebliebene Orchesterkomposition Frühlings Tod nach Nikolaus Lenau. Schönberg plante überdies weitere einsätzige Sinfonische Dichtungen, etwa zu Hans im Glück nach Grimms Märchen. 1901 waren auch die (jedoch erst 12 Jahre später uraufgeführten) gewaltig besetzten Gurre-Lieder bereits weitgehend fertiggestellt.

## Instrumentation
Die Partitur von Schönbergs Pelleas und Melisande sieht folgende Besetzung vor: Piccolo, 3 Flöten (3. auch Piccolo), 3 Oboen (3. auch Englischhorn), Englischhorn, Klarinette in Es, 3 Klarinetten in A (3. auch Bassklarinette), Bassklarinette, 3 Fagotte, Kontrafagott, 8 Hörner in F, 4 Trompeten in F und E, Altposaune, 4 Tenorposaunen, Kontrabasstuba, Pauken (2 Spieler), Schlagwerk (Becken, Große Rührtrommel, Große Trommel, Tamtam, Triangel, Glockenspiel), 2 oder 4 Harfen und große Streicherbesetzung (32 Violinen, je 12 Bratschen und Violoncelli, 8 Kontrabässe).
Mit diesem Orchesterapparat, der die traditionelle Besetzung des Sinfonieorchesters deutlich übersteigt, steht Pelleas und Melisande in einer Reihe mit Werken anderer Komponisten, die gleichfalls kurz nach der Wende zum 20. Jahrhundert entstanden (etwa Eine Alpensinfonie von Strauss oder Le Poème de l’Extase von Alexander Skrjabin).

## Charakterisierung
Die Aufführungsdauer des Werks beträgt etwa 45 Minuten.
In einer eigenen Analyse von 1949 legt Schönberg dar, dass die musikalische Anlage das Programm der literarischen Vorlage Maeterlincks eng nachzeichnet. Diese beschreibt die Geschichte von Golo (Golaud), der im Wald die schöne, weinende Melisande findet und auf sein Schloss führt, um sie zu heiraten. Golos jüngerer Stiefbruder Pelleas verfällt ebenfalls in Liebe zu Melisande und wird vom eifersüchtigen Golo getötet. Am Ende stirbt die schwangere Melisande und Golo verfällt dem Wahnsinn.
In einer Analyse Alban Bergs von 1920 identifiziert dieser in der durchgehend komponierten Musik vier Hauptteile, die den vier Sätzen einer Sinfonie entsprechen: Der erste Teil folgt der Sonatenform, ein zweiter, in sich wiederum dreiteiliger Teil entspricht einem Scherzo (dort findet sich erstmals in der musikalischen Literatur ein Posaunen-Glissando). Es folgt ein Adagio und ein Finale mit freier Reprise.
Die Tonsprache ist stark chromatisch und führt die Grundtonart d-Moll bereits bis an die Grenzen eines tonal gebundenen Systems. Eine Vielzahl von Themen wird in dichter Kontrapunktik durchgeführt und kombiniert. So werden die drei Hauptpersonen jeweils in der Art Wagnerscher Leitmotive dargestellt, hinzu kommt ein kurzes „Schicksalsmotiv“, das kurz nach Beginn von der Bassklarinette intoniert wird.

## Uraufführung und Rezeption
Die hohe Komplexität und überladene Polyphonie des Werkes ließ Schönbergs Lehrer und Mentor Alexander von Zemlinsky bei aller Anerkennung des Könnens Schönbergs an einer adäquaten Aufführbarkeit zweifeln. Die Uraufführung am 25. Januar 1905 (nach anderen Angaben am 26. Januar) im Wiener Großen Musikvereinssaal mit dem Orchester des Wiener Konzertvereins unter Schönbergs eigener Leitung stieß bei Publikum und Kritik gleichermaßen auf Unverständnis. So schrieb ein Kritiker der Wiener Sonn- & Montagszeitung in Abwandlung der bei Franz Schubert oft zitierten „himmlischen Längen“ von „höllischen Längen“ ein anderer empfahl, Schönberg in eine Irrenanstalt zu stecken und Notenpapier außerhalb seiner Reichweite aufzubewahren.
Das Werk fand in den folgenden Jahren jedoch zunehmende Akzeptanz und zählt mit den anderen der spätromantischen Ausdruckssphäre zugehörigen frühen Werken Schönbergs noch zu dessen häufiger erklingenden Kompositionen.
Eine unter Eindruck der 1942 in New York aufgeführten Ballettversion von Schönbergs Verklärter Nacht geplante Umarbeitung zu einer Ballettsuite kam nicht zustande.